# Luftflotte 2

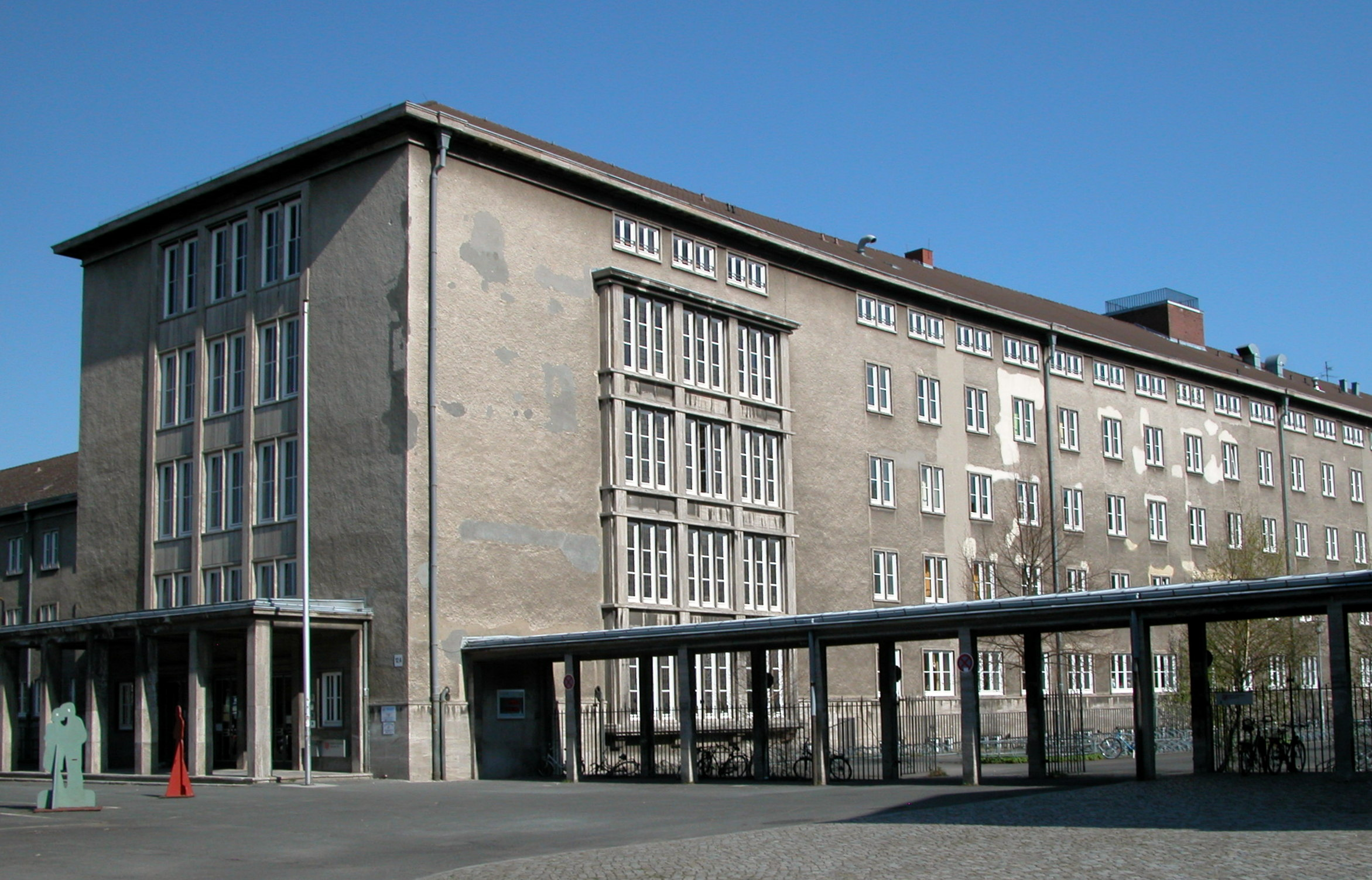
Gebäude des ehemaligen Luftflottenkommandos 2, seit 1989 IGS Franzsches Feld

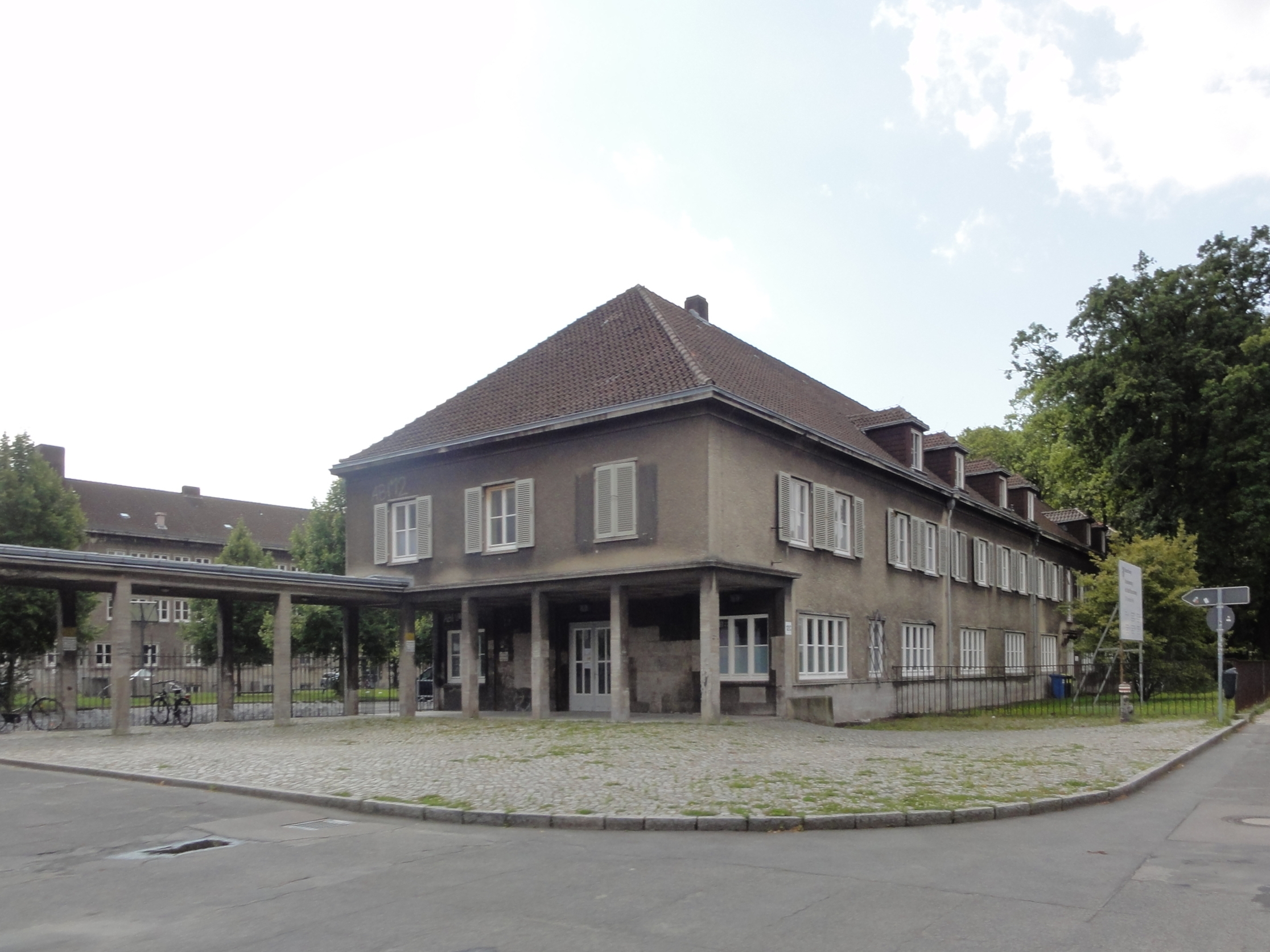
Gebäude des ehemaligen Luftflottenkommandos 2, heute: IGS Franzsches Feld

Die Luftflotte 2 (Lfl. 2) war eine am 1. Februar 1939 aufgestellte Luftflotte der Luftwaffe der Wehrmacht, die im Zweiten Weltkrieg eingesetzt wurde und bis September 1944 bestand.

## Geschichte
Die Luftflotte 2 ging am 1. Februar 1939 aus dem im Februar 1938 gebildeten Luftwaffengruppenkommando 2 mit Hauptquartier in Braunschweig hervor und war für Nordwestdeutschland zuständig. Während des Westfeldzugs unterstützte sie das Vorgehen der Heeresgruppe B durch die Niederlande, Belgien und Nordfrankreich. Aus diesen Gebieten operierte sie während der Luftschlacht um England mit Hauptquartier in Brüssel gegen Ziele in Südengland, bevor sie in Vorbereitung auf den Angriff auf die Sowjetunion nach Osten verlegt wurde. Hierbei war sie für die Luftunterstützung bei der Heeresgruppe Mitte und für die Luftangriffe auf Moskau zuständig. Mitte November 1941 erging der Befehl, die Luftflotte inklusive des II. Fliegerkorps in den Mittelmeerraum zu verlegen. Dabei erhielt ihr Befehlshaber, Generalfeldmarschall Albert Kesselring, zugleich die Bezeichnung Oberbefehlshaber Süd. Er bezog sein neues Hauptquartier in Frascati bei Rom. Die Luftflotte stellte bis 1943 das Oberkommando sämtlicher Luftwaffeneinheiten im Mittelmeerraum dar. Das Hauptquartier der Luftflotte 2 wurde 1943 nach Malcesine verlegt, anschließend nach Abano Terme, Salsomaggiore und zurück nach Malcesine bis zur Auflösung im September 1944. Die Aufgaben der Luftflotte 2 übernahm der Kommandierende General der Deutschen Luftwaffe in Italien.

## Führung
| Oberbefehlshaber                            | von             | bis             |
| ------------------------------------------- | --------------- | --------------- |
| General der Flieger Hellmuth Felmy          | 1. Februar 1939 | 12. Januar 1940 |
| Generalfeldmarschall Albert Kesselring      | 12. Januar 1940 | 12. Juni 1943   |
| Generalfeldmarschall Wolfram von Richthofen | 26. Juni 1943   | September 1944  |

| Chef des Generalstabs              | von               | bis                |
| ---------------------------------- | ----------------- | ------------------ |
| Oberst Heinz-Hellmuth von Wühlisch | 1. Februar 1939   | 30. September 1939 |
| Oberst Josef Kammhuber             | 1. Oktober 1939   | 19. Dezember 1939  |
| Generalmajor Wilhelm Speidel       | 19. Dezember 1939 | 30. Januar 1940    |
| Oberst Gerhard Bassenge            | 30. Januar 1940   | 31. Juli 1940      |
| Generalmajor Wilhelm Speidel       | 1. August 1940    | 9. Oktober 1940    |
| Oberst Hans Seidemann              | 10. Oktober 1940  | 11. August 1942    |
| Generalmajor Paul Deichmann        | 25. August 1942   | 25. Juni 1943      |
| Oberst Thorsten Christ             | 25. Juni 1943     | 30. September 1943 |
| Generalleutnant Ernst Müller       | 1. Oktober 1943   | 31. August 1944    |

## Unterstellte Verbände
| 1. September 1939 (Nordwestdeutschland)    | direkt unterstellt                                                                      | 1. und 2./Fernaufklärungsgruppe 122, Wettererkundungsstaffel 36 |
| 1. September 1939 (Nordwestdeutschland)    | 3. Fliegerdivision                                                                      | I./Kampfgeschwader 54; II./Kampfgeschwader 28; I./Kampfgeschwader 25 |
| 1. September 1939 (Nordwestdeutschland)    | 4. Fliegerdivision                                                                      | I. und II./Kampfgeschwader 55; I./Kampfgeschwader 26 |
| 1. September 1939 (Nordwestdeutschland)    | Luftgau-Kommando XI                                                                     | II./Jagdgeschwader 77; II.(J)/Trägergruppe 186; I. und III./Zerstörergeschwader 26 |
| 1. September 1939 (Nordwestdeutschland)    | Luftgau-Kommando VI                                                                     | I., II. und 10./Jagdgeschwader 26; 11./Lehrgeschwader 2; I./Jagdgeschwader 52; II./Zerstörergeschwader 26 |
| 1. September 1939 (Nordwestdeutschland)    | Luftverteidigungskommando 3                                                             | I./Flak-Regiment 23; le. Flak-Abteilung 73; Stab und I./Flak-Regiment 3, schwere Flakstammbatterie, leichte Flak-Abteilung 86; Stab, I., II. und III./Flak-Regiment 13; Stab und I./Flak-Regiment 33, schwere Flakstammbatterie, III./Flak-Regiment 33; Stab, I., II. und III./Flak-Regiment 43                                               |
| 1. September 1939 (Nordwestdeutschland)    | Luftverteidigungskommando 4                                                             | Stab, I., II. und III./Flak-Regiment 4; Stab, I. und II./Flak-Regiment 14, leichte Flak-Abteilung; Stab, I., II. und III./Flak-Regiment 24, schwere Flakstammbatterie; Stab, I./Flak-Regiment 44, I. und III./Flak-Regiment 64, schwere Flakstammbatterie, leichte Flak-Abteilung 74                                                          |
| 1. September 1939 (Nordwestdeutschland)    | Luftverteidigungskommando 6                                                             | Stab, I. und III./Flak-Regiment 6, leichte Flak-Abteilung 76; Stab, I., II. und III./Flak-Regiment 26; Stab, I. und III./Flak-Regiment 36, schwere Flakstammbatterie |
| 10. Mai 1940 (Westfeldzug)                 | direkt unterstellt                                                                      | 2., 3. und 4./Fernaufklärungsgruppe 122; Wettererkundungsstaffel 26 |
| 10. Mai 1940 (Westfeldzug)                 | Fliegerkorps z. b. V. 2                                                                 | I., II. und III./Kampfgeschwader 4; I., II. und III./Kampfgeschwader 54; Aufklärungsstaffel z.b.V. |
| 10. Mai 1940 (Westfeldzug)                 | IV. Fliegerkorps                                                                        | I., II. und III./Lehrgeschwader 1; I., II. und III./Kampfgeschwader 30; I., II. und III./Kampfgeschwader 27; 1./Fernaufklärungsgruppe 121 |
| 10. Mai 1940 (Westfeldzug)                 | VIII. Fliegerkorps                                                                      | I., II. und III./Kampfgeschwader 77; I. und III./Sturzkampfgeschwader 2; I./Sturzkampfgeschwader 76; I. und III./Sturzkampfgeschwader 77; IV.(St)/Lehrgeschwader 1; II.(S)/Lehrgeschwader 2; I./Jagdgeschwader 27; I./Jagdgeschwader 1, I./Jagdgeschwader 21; 2./Fernaufklärungsgruppe 123                                                    |
| 10. Mai 1940 (Westfeldzug)                 | Jagdfliegerführer 2                                                                     | I. und III./Zerstörergeschwader 26; I. und II./Zerstörergeschwader 1; I., II. und III./Jagdgeschwader 26; III./Jagdgeschwader 3; I./Jagdgeschwader 20; I./Jagdgeschwader 51; II./Jagdgeschwader 27 |
| 10. Mai 1940 (Westfeldzug)                 | Jagdfliegerführer „Deutsche Bucht“                                                      | II.(J)/Trägergruppe 186; I.(J)/Lehrgeschwader 2; II. und IV./Jagdgeschwader 2 |
| 10. Mai 1940 (Westfeldzug)                 | II. Flakkorps                                                                           | Stab Flak-Regiment 103 mit I., II. und IV./Flak-Regiment GG, I./Flak-Regiment 7, II./Flak-Regiment 42 Stab Flak-Regiment 201 mit I./Flak-Regiment 6, II./Flak-Regiment 26, I./Flak-Regiment 64; leichte Flak-Abteilung 73 Stab Flak-Regiment 202 mit I./Flak-Regiment 23, I./Flak-Regiment 37, I./Flak-Regiment 61, leichte Flak-Abteilung 74 |
| 13. August 1940 (Luftschlacht um England)  | I. Fliegerkorps                                                                         | I., II. und III./Kampfgeschwader 1; I., II. und III./Kampfgeschwader 76; I., II. und III./Kampfgeschwader 77; Lehrstaffel; 5./Fernaufklärungsgruppe 122; 3. und 4./Nahaufklärungsgruppe 32 |
| 13. August 1940 (Luftschlacht um England)  | II. Fliegerkorps                                                                        | I., II. und III./Kampfgeschwader 2; I., II. und III./Kampfgeschwader 3; I., II. und III./Kampfgeschwader 53; II./Sturzkampfgeschwader 1, IV.(St)/Lehrgeschwader 1; Erprobungsgruppe 210; Nahaufklärungsgruppe 30 |
| 13. August 1940 (Luftschlacht um England)  | 9. Fliegerdivision                                                                      | I., II. und III./Kampfgeschwader 4; I./Kampfgeschwader 40; Kampfgruppe 100, Kampfgruppe 126; 3./Fernaufklärungsgruppe 122 |
| 13. August 1940 (Luftschlacht um England)  | Jagdfliegerführer 2                                                                     | I., II. und III./Jagdgeschwader 3; I., II. und III./Jagdgeschwader 26; I., II. und III./Jagdgeschwader 51; I., II. und III./Jagdgeschwader 52; I., II. und III./Jagdgeschwader 54; I., II. und III./Zerstörergeschwader 26 |
| 13. August 1940 (Luftschlacht um England)  | 1. Nachtjagddivision                                                                    | I., II. und III./Nachtjagdgeschwader 1 |
| 22. Juni 1941 (Deutsch-Sowjetischer Krieg) | direkt unterstellt                                                                      | 2./Fernaufklärungsgruppe 122; Wettererkundungsstaffel 26; I. und III./Jagdgeschwader 53, Ergänzungs-Jagdgruppe 51 |
| 22. Juni 1941 (Deutsch-Sowjetischer Krieg) | II. Fliegerkorps                                                                        | 1./Fernaufklärungsgruppe 122, Kampfgruppe z. b. V. 102; I. und II./Schnellkampfgeschwader 210; I., II. und III./Kampfgeschwader 3; I., II. und III./Kampfgeschwader 53; I., II. und III./Sturzkampfgeschwader 77; I., II., III. und IV./Jagdgeschwader 51                                                                                     |
| 22. Juni 1941 (Deutsch-Sowjetischer Krieg) | VIII. Fliegerkorps                                                                      | 2./Fernaufklärungsgruppe 11, Kampfgruppe z. b. V. 1; I., II. und III./Kampfgeschwader 2; II. und III./Sturzkampfgeschwader 1; I. und III. Sturzkampfgeschwader 2, II./Lehrgeschwader 2, 10./Lehrgeschwader 2; I. und II./Zerstörergeschwader 26, Ergänzungs-Gruppe 26; II. und III./Jagdgeschwader 27, II./Jagdgeschwader 52                  |
| 22. Juni 1941 (Deutsch-Sowjetischer Krieg) | I. Flakkorps                                                                            | Stab Flakregiment 101 mit I./Flak.Rgt. 12, I./Flak.Rgt. 22, lei.Flak.Abt. 77; Stab Flakregiment 104 mit I. und II./Flak.Rgt. 11, lei.Flak.Abt. 91 |
| 28. Juni 1942 (Mittelmeerraum)             | direkt unterstellt                                                                      | Fernaufklärungsgruppe 122; Wettererkundungsstaffel 26; IV./Kampfgeschwader 54 |
| 28. Juni 1942 (Mittelmeerraum)             | General der Deutschen Luftwaffe beim Oberkommando der Königlich Italienischen Luftwaffe | |
| 28. Juni 1942 (Mittelmeerraum)             | II. Fliegerkorps                                                                        | I./Kampfgeschwader 54; II./Jagdgeschwader 53; I./Nachtjagdgeschwader 2; Küstenfliegergruppe 606; Küstenfliegergruppe 806; Ergänzungsstaffel/Sturzkampfgeschwader 3 |
| 28. Juni 1942 (Mittelmeerraum)             | X. Fliegerkorps                                                                         | I. und II./Lehrgeschwader 1; Fernaufklärungsgruppe 126; II./Kampfgeschwader 100; 2./Fernaufklärungsgruppe 123; Jagdkommando Kreta |
| 28. Juni 1942 (Mittelmeerraum)             | Fliegerführer Afrika                                                                    | I., II. und III./Sturzkampfgeschwader 3; I., II. und III./Jagdgeschwader 27; III./Jagdgeschwader 53; 10.(Jabo)/Jagdgeschwader 27; 10.(Jabo)/Jagdgeschwader 53; 12./Lehrgeschwader 1; Wüstennotstaffel 1; Luftgaustab z. b. V. Afrika |
| 28. Juni 1942 (Mittelmeerraum)             | Lufttransportführer Mittelmeer                                                          | III. und IV./Kampfgeschwader z. b. V. 1; I./Luftlandegeschwader; Seetransportstaffel 222; Kampfgruppe z. b. V. 400; Kampfgruppe z. b. V. 600; Kampfgruppe z. b. V. 800 |
| 28. Juni 1942 (Mittelmeerraum)             | Seenotdienstführer 2                                                                    | Seenotbereichskommando X; Seenotbereichskommando XI |
| 28. Juni 1942 (Mittelmeerraum)             | Luftgau-Kommando Südost                                                                 | |
| April 1943 (Mittelmeerraum)                | General der Deutschen Luftwaffe beim Oberkommando der Königlich Italienischen Luftwaffe | |
| April 1943 (Mittelmeerraum)                | II. Fliegerkorps                                                                        | Stab, I., II. und IV./Kampfgeschwader 54; Stab, II. und III./Kampfgeschwader 76; Stab, I., II. und III./Kampfgeschwader 77; III./Kampfgeschwader 26; II./Kampfgeschwader 30 |
| April 1943 (Mittelmeerraum)                | X. Fliegerkorps                                                                         | Stab, I., II. und IV./Lehrgeschwader 1; II./Kampfgeschwader 100; Stab und 2./Seeaufklärungsgruppe 126; 2./Fernaufklärungsgruppe 123; III./Jagdgeschwader 27 |
| April 1943 (Mittelmeerraum)                | Fliegerkorps Tunis                                                                      | 1./Fernaufklärungsgruppe 121; Stab, I., II. und III./Jagdgeschwader 53; III./Schnellkampfgeschwader 10; II./Sturzkampfgeschwader 1; 8.(Pz)/Schlachtgeschwader 2; Minensuchgruppe 1; 2./Nahaufklärungsgruppe 14 |
| April 1943 (Mittelmeerraum)                | Lufttransportführer Mittelmeer                                                          | Kampfgeschwader z.b.V. mit II./Kampfgruppe z.b.V. 323, Kampfgruppe z.b.V. 800, I., III. und IV./Kampfgeschwader z.b.V. 1, Kampfgruppe z.b.V. 106, Kampfgruppe z.b.V. 600; Lufttransportstaffel 290; Savoia-Staffel |
| April 1943 (Mittelmeerraum)                | Fliegerführer Sardinien                                                                 | Stab., I. und II./Kampfgeschwader 26; 9./Jagdgeschwader 53 |
| April 1943 (Mittelmeerraum)                | 19. Flak-Division                                                                       | Flak-Regiment 58; Flak-Regiment 201; Flak-Regiment 91 |
| April 1943 (Mittelmeerraum)                | 20. Flak-Division                                                                       | Flak-Regiment 38; Flak-Regiment 40 |
| Februar 1944 (Mittelmeerraum)              | General der Deutschen Luftwaffe beim Oberkommando der Königlich Italienischen Luftwaffe | |
| Februar 1944 (Mittelmeerraum)              | Fliegerführer 2                                                                         | Stab, 1. und 2./Nahaufklärungsgruppe 11; Stab und III./Jagdgeschwader 53, Teile I./Jagdgeschwader 4, II./Jagdgeschwader 51, II./Jagdgeschwader 77; Stab, I. und II./Schlachtgeschwader 4 |
| Februar 1944 (Mittelmeerraum)              | Jagdfliegerführer Oberitalien                                                           | I./Jagdgeschwader 4, I./Jagdgeschwader 53, Stab und I./Jagdgeschwader 77 |
| Februar 1944 (Mittelmeerraum)              | 17. Flak-Brigade                                                                        | schwere Flak-Abteilung 573; schwere Flak-Abteilung 632; gemischte Flak-Abteilung I/48; I. / Flak-Regiment 42 |
| Februar 1944 (Mittelmeerraum)              | Feldluftgaukommando XXVIII                                                              | |